# Курково (Владимирская область)
Курково — деревня в Селивановском районе Владимирской области России. Входит в состав Чертковского сельского поселения.

## География
Деревня расположена при автодороге 17Н-8, в 2 км на юг от центра поселения деревни Чертково и в 24 км на восток от райцентра Красной Горбатки.

## История
Первые сведения о деревне Куркова в составе Замотринского прихода находятся в окладных книгах Рязанского епископа за 1676 год. В деревне тогда был двор приказчиков, 7 дворов крестьянских и 5 бобыльских.
В конце XIX — начале XX века деревня входила в состав Павловской волости Вязниковского уезда.
С 1929 года деревня входила в состав Чертковского сельсовета Селивановского района.

## Население
| 1859 | 1905 |
| ---- | ---- |
| 272  | 409  |

| 1859 | 1905 | 1926 | 2002 | 2010 | 2021 |
| ---- | ---- | ---- | ---- | ---- | ---- |
| 272  | ↗409 | ↗645 | ↘26  | ↘16  | ↗24  |

## Инфраструктура
Личное подсобное хозяйство с зоной сельскохозяйственного использования, индивидуальная застройка усадебного типа.
В 1859 году в деревне числилось 44 дворов, в 1905 году — 86 дворов.

## Достопримечательности
В 1 км от деревни в Старозамотринском погосте расположены руины Церкви Николая Чудотворца

## Транспорт
Деревня доступна автотранспортом. Автобусное сообщение с райцентром. Остановка общественного транспорта «Курково».